# Unión Deportiva Las Palmas 2013-2014
Questa voce raccoglie le informazioni riguardanti l'Unión Deportiva Las Palmas nelle competizioni ufficiali della stagione 2013-2014.

## Rosa
| N. |                    | Ruolo | Calciatore          |
| -- | ------------------ | ----- | ------------------- |
| 2  | Spagna (bandiera)  | D     | Aythami Álvarez     |
| 3  | Camerun (bandiera) | D     | Timothée Atouba     |
| 4  | Spagna (bandiera)  | C     | Vicente Gómez       |
| 5  | Spagna (bandiera)  | D     | David García        |
| 6  | Spagna (bandiera)  | D     | Ángel López         |
| 7  | Spagna (bandiera)  | C     | Nauzet Alemán       |
| 8  | Spagna (bandiera)  | A     | Jesús Tato          |
| 9  | Nigeria (bandiera) | A     | Macauley Chrisantus |
| 11 | Spagna (bandiera)  | C     | Momo                |
| 12 | Iran (bandiera)    | C     | Masoud Shojaei      |
| 13 | Spagna (bandiera)  | P     | Raúl Lizoain        |
| 14 | Spagna (bandiera)  | C     | Hernán Santana      |

| N. |                     | Ruolo | Calciatore                |
| -- | ------------------- | ----- | ------------------------- |
| 16 | Spagna (bandiera)   | D     | Aythami Artiles           |
| 17 | Spagna (bandiera)   | A     | Máyor                     |
| 18 | Spagna (bandiera)   | C     | Javi Castellano           |
| 19 | Spagna (bandiera)   | D     | Ernesto Galán             |
| 20 | Spagna (bandiera)   | D     | Xabi Castillo             |
| 21 | Spagna (bandiera)   | C     | Juan Carlos Valerón       |
| 22 | Bulgaria (bandiera) | A     | Spas Delev                |
| 23 | Spagna (bandiera)   | C     | Dani Castellano           |
| 26 | Spagna (bandiera)   | D     | Carlos Gutiérrez González |
| 29 | Spagna (bandiera)   | C     | Alejandro Rodríguez       |
| 31 | Spagna (bandiera)   | A     | Carlos Aranda             |
| 32 | Spagna (bandiera)   | C     | Apoño                     |